# Hellebore Lake
Hellebore Lake är en sjö i Kanada.   Den ligger i provinsen British Columbia, i den sydvästra delen av landet, 3 700 km väster om huvudstaden Ottawa. Hellebore Lake ligger 1 067 meter över havet.
I omgivningarna runt Hellebore Lake växer i huvudsak barrskog. Trakten runt Hellebore Lake är nära nog obefolkad, med mindre än två invånare per kvadratkilometer.